# Variable de estado
En termodinámica, el estado de un sistema está caracterizado por un cierto número de parámetros llamados variables de estado tales como el volumen, la temperatura, la presión, la cantidad de materia.

## Variables de estado que caracterizan un sistema
En termodinámica, una variable de estado es una magnitud física macroscópica que caracteriza el estado de un sistema en equilibrio. Entonces, dado un sistema termodinámico en equilibrio, puede escogerse un número finito de variables de estado, tal que sus valores determinan unívocamente el estado del sistema.

El valor de una función de estado sólo depende del estado termodinámico actual en que se encuentre el sistema, sin importar cómo llegó a él. Esto significa que si, en un instante dado, tenemos dos sistemas termodinámicos en equilibrio con n grados de libertad y medimos un mismo valor de n funciones de estado independientes, cualquier otra función de estado tendrá el mismo valor en ambos sistemas, con independencia del valor de las variables en instantes anteriores. En general, los sistemas fuera del equilibrio no pueden ser representados por un número finito de grados de libertad, y su descripción es mucho más compleja.